# NHL Lifetime Achievement Award
Lifetime Achivement Award je cena každoročně udělována lednímu hokejistovi, který hrál v Kanadsko-americké lize ledního hokeje NHL a je udělována za celoživotní přínos této lize. Tato trofej se uděluje od sezóny 2007/2008.

## Držitelé trofeje
| Sezóna  | Hráč          | Tým                                 |
| ------- | ------------- | ----------------------------------- |
| 2007–08 | Gordie Howe   | Detroit Red Wings, Hartford Whalers |
| 2008–09 | Jean Beliveau | Montreal Canadiens                  |